# 幕張豊砂駅

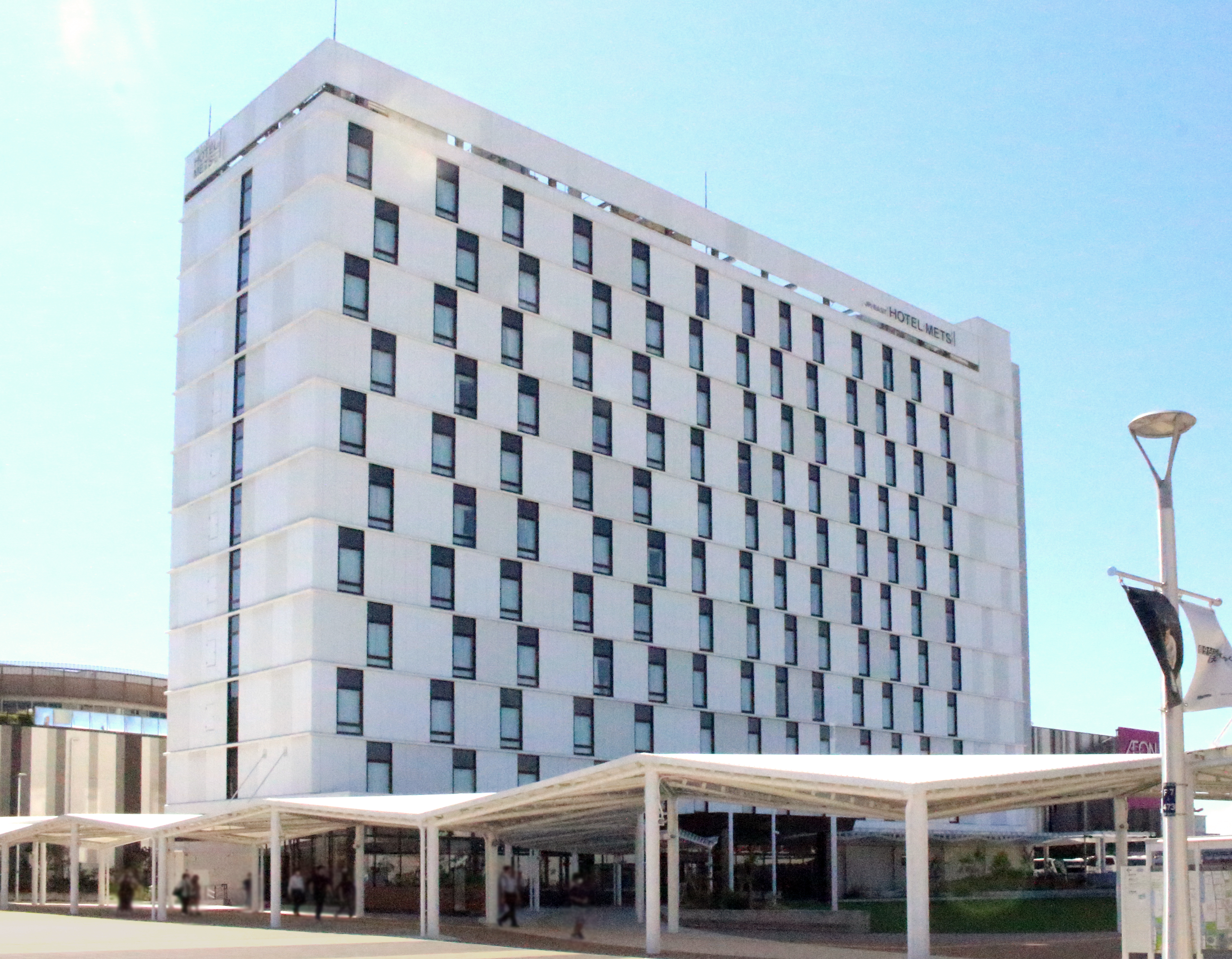
JR東日本ホテルメッツ プレミア 幕張豊砂（駅直結）

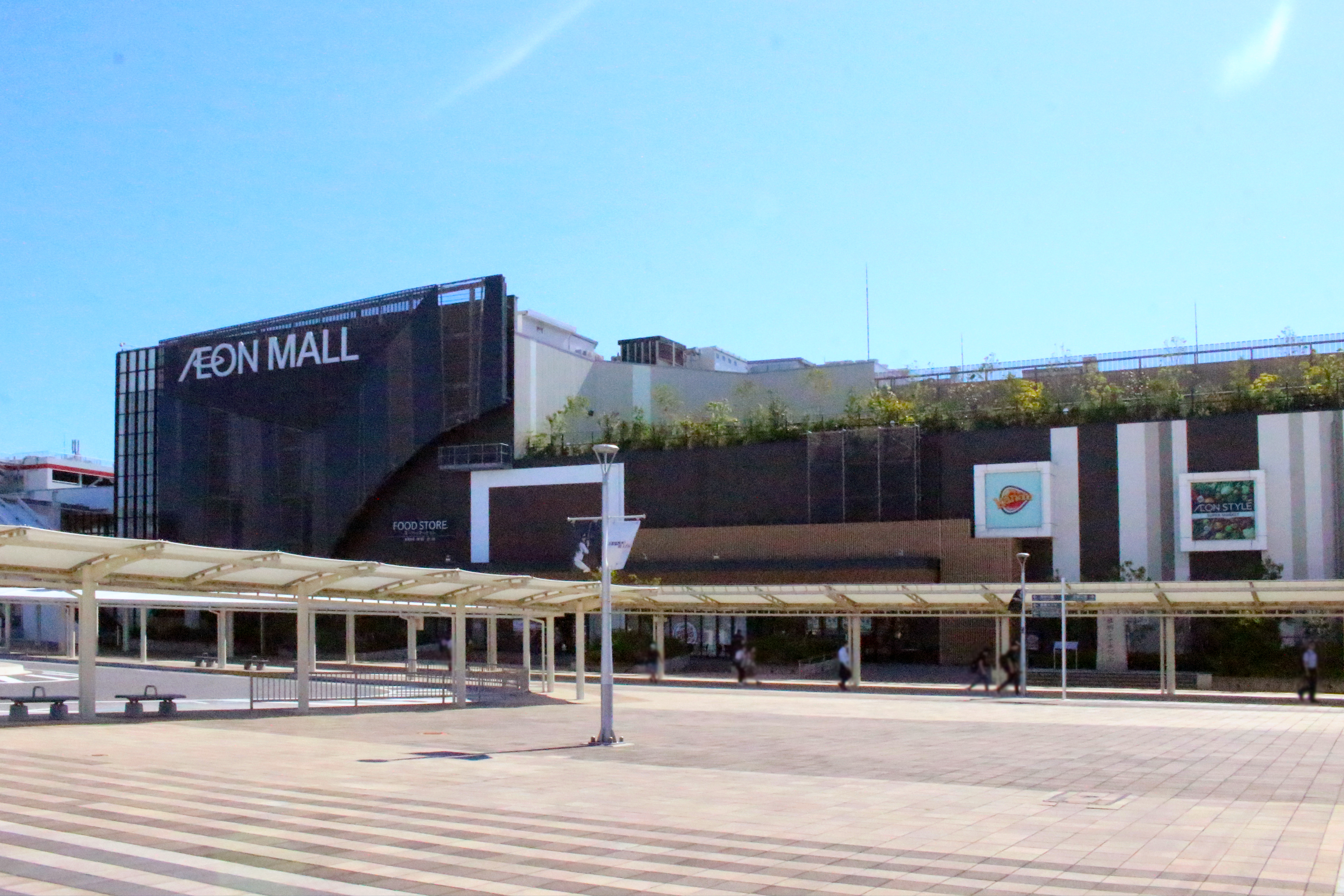
イオンモール幕張新都心 エキマエモール（駅直結）

幕張豊砂駅（まくはりとよすなえき）は、千葉県千葉市美浜区浜田二丁目にある、東日本旅客鉄道（JR東日本）京葉線の駅である。西船橋駅から武蔵野線に乗り入れる列車も停車する。駅番号はJE 13。

## 概要
2020年5月15日にJR東日本が工事着手を正式発表し、請願駅として京葉線の新習志野駅と海浜幕張駅（駅間3.4 km）のほぼ中間地点、イオンモール幕張新都心近くに建設され、2023年3月18日に開業した。千葉県内では、2010年7月17日に成田市で開業した成田湯川駅（京成電鉄）以来、京葉線内では、1990年3月10日に開業した八丁堀駅・越中島駅・潮見駅の3駅以来、JR東日本千葉支社管内では1998年3月14日に開業した東松戸駅以来の新駅となった。
JR東日本が事業主体となって設計・施工を行い、JR東日本が事業費の1/6、イオンモール・千葉県・千葉市で結成する「幕張新都心拡大地区新駅設置協議会」（以下「協議会」）が5/6（イオンモールが1/2、千葉県と千葉市1/6ずつ）を分担することで基本協定が締結されている。JR東日本は請願駅の建設費については原則応じていなかったが、資金負担をしてでも十分投資に見合うとして負担に合意した。建設計画地は、鉄道用地の他は主に県有地（敷地面積：3,000 m2）と市有地のバスターミナル（敷地面積：15,000 m2）から成る。
協議会は新駅の1日平均の利用者数を1万6千人と見込んでいる。同駅の北東には、京葉車両センターがある。

## 歴史
千葉市美浜区から習志野市にかけての京葉線沿線に広がる幕張新都心は千葉県企業庁（現・千葉県企業局）が主導して造成・開発を行ってきた新都心・ニュータウン地区であるが、最寄り駅が地区の東側にある海浜幕張駅しかなく、加えて同駅の周辺に幕張メッセや千葉マリンスタジアムなどの大規模集客施設が建設され、混雑は年々悪化している状態であった。この状況を受け、千葉県では1991年以降JR東日本に新駅設置を要請、JR東日本は新駅予定地の確保と設置費用の全額負担を前提とした駅設置促進期成同盟の設立を条件としたため、1994年には周辺の進出企業を構成員とした「新駅設置促進期成同盟準備会」を立ち上げてJR東日本と間で協議を続けてきたが、バブル崩壊後の長引く景気低迷で予定地周辺の開発が停滞したことを理由に1998年以降は活動休止状態となり、新駅構想は一旦立ち消えになった。
その後、2013年12月20日に幕張新都心西側にイオンモール幕張新都心がオープンしたことや幕張メッセが2020年東京オリンピック・パラリンピックの競技会場に選ばれたこと、若葉住宅地区で居住人口1万人規模の街づくりが計画されることなど将来的に交流・居住人口の増加が見込まれるため「新駅設置促進期成同盟準備会」の再開が検討され、2016年に千葉県企業庁（後に企業土地管理局）・千葉市・習志野市・イオンモールの4者で「幕張新都心拡大地区新駅設置調査会」を設置。同調査会がJR東日本に新駅設置にかかる基本調査を依頼し、2017年1月にJR東日本から「概算事業費約130億円、工期6年（設計・事業認可などに2年半＋駅舎・ホーム工事3年半）」という回答を得た。
これを受けて「調査会」の4者は新駅設置費用の負担割合を検討する「幕張新都心拡大地区新駅設置協議会」（以下「協議会」）への移行を検討するが、習志野市が2017年9月に行われた定例議会において「新駅の費用負担はしない」方針を表明したため、習志野市が離脱し、残る3者で「協議会」を設立。2018年1月12日にJR東日本に正式要請を行い、同年4月20日にJR東日本と基本協定書を締結した。
当初は概算事業費は126億円程度、2024年度の完成及び開業が予定されていたが、詳細設計が完了した部分から工事に着手するなど施工手順を大幅に見直し、工期の短縮が出来る見通しがたったことから前倒しとされ、2023年3月18日に開業した。事業費についても、駅舎設備の見直し等により、115億円程度まで事業費の縮減を行った。
なお、駅の南北を結ぶ自由通路も基本調査と同時に調査を行っており、「概算工事費約50億円・工期約7年（設計等2年半＋自由通路工事4年半）」と見積もられている。自由通路は建設費が高額であり、多くの利用者が見込めないことから、将来的に整備するとして、駅舎と同時期の整備は見送られている。

### 駅名について
駅名については、事業着手当初はJR東日本は「幕張新都心拡大地区新駅」の仮称を用いており、複数の報道で「幕張新駅（まくはりしんえき）」の通称を用いていた。正式駅名に関しては当初は一般公募は行わず、協議会の意向を参考にJR東日本が決めるとしていた。その後、JR東日本は2021年6月に千葉市在住または在勤・在学者を対象に駅名を募集することを同年5月28日に発表した。JR東日本から駅名を公募するのは2020年3月14日に開業した高輪ゲートウェイ駅（山手線・京浜東北線）以来2例目となる。募集の締め切り後に駅名としてふさわしい案をJR東日本千葉支社にて選考をした上で、協議会が決定することとしていた。なお、高輪ゲートウェイ駅の駅名公募の時と同様、応募数が一番多い名称がそのまま採用されるとは限らないとしていた。
その後、同年10月29日に駅名が「幕張豊砂」に決定したことが発表された。応募総数14,715件、応募種類4,371件の中から選ばれたものだが、「幕張豊砂」は応募数の順位としては13位（104人）であった。なお、「豊砂」は同駅南西側（駅正面）に位置する地名である。

### 年表
- 1991年（平成3年）：千葉県企業庁がJR東日本に当駅の設置を要請[新聞 15][新聞 10]。
- 1994年（平成6年）：千葉県企業庁と進出企業を構成員として含む「期成同盟準備会」が設立[新聞 15]。
- 1998年（平成10年）：「期成同盟準備会」の活動を休止[新聞 15][新聞 10]。
- 2013年（平成25年）12月5日：この日開かれた千葉県議会一般質問への答弁で、千葉県企業庁が「新駅設置促進期成同盟準備会」を再開する方針を示す[新聞 15][新聞 5]。
- 2015年（平成27年）12月25日：千葉県企業庁と千葉市、習志野市、イオンモールで構成する「幕張新都心拡大地区新駅設置調査会」（以下「調査会」）を設置[4][新聞 16]。
- 2016年（平成28年）1月19日：「調査会」の初会合が行われる[新聞 26][新聞 12]。
- 2017年（平成29年）12月25日：千葉県と千葉市、イオンモールで構成する「幕張新都心拡大地区新駅設置協議会」（以下「協議会」）を設置[報道 10]。
- 2018年（平成30年）
  - 1月12日：「協議会」がJR東日本に新駅設置について要請[3]。
  - 1月31日：「協議会」が駅建設の費用負担割合を決定[新聞 27]。
  - 3月29日：「協議会」とJR東日本が基本協定書の締結について協議[3]。
  - 4月20日：「協議会」とJR東日本が基本協定書を締結[報道 5][報道 6][報道 7][新聞 10]。
- 2020年（令和2年）
  - 5月15日：当駅の工事に着手することを発表[報道 3]。
  - 5月下旬：準備工事に着手[報道 7][新聞 2][新聞 28]。
  - 7月下旬：本格工事に着手[報道 7][新聞 29][新聞 2]。
- 2021年（令和3年）
  - 6月1日 - 6月30日：駅名の公募を実施[報道 8][新聞 21]。
  - 10月29日：JR東日本が駅名を「幕張豊砂駅」に決定[報道 9][新聞 24]。
- 2023年（令和5年）3月18日：京葉線の新習志野駅 - 海浜幕張駅間に新設開業[報道 2][報道 1][新聞 6]。

## 駅構造
千葉ステーションビルが駅業務を受託している新浦安営業統括センター（新浦安駅）管理の業務委託駅。
ホームは10両編成に対応する長さ約210 mの単式ホーム2面2線を有し、複線の内側に下り線用の地平単式ホームと上り線用の高架単式ホームが設けられた特殊な構造となっている。これは元々京葉線が貨物線として建設され、当駅の南側に貨物駅を設置する予定であったことから、貨物駅に入出場する下り列車が上り線を支障しない構造とするために、上り線のみ高架線として建設されたためである。
鉄骨造平屋建ての駅舎（敷地面積：5,069.68 m2、建築面積：823.73 m2、延床面積：931.93 m2）が海側（イオンモール側）に設置される。「ゆったりとした時間が流れる新しい駅」をコンセプトに、明るく開放的かつ幅広い世代が集まる公園をイメージしている。防風壁機能も兼ねた大屋根と部分的に設ける吹き抜け構造を採用し、開放的でおおらかな空間となる予定。日中の照明エネルギーを削減するため、コンコースやホームの屋根は自然光が取り入れられる膜構造とし、再生可能エネルギーを活かして環境に配慮した設計を試みている。内装は千葉県産のスギ材を使用し、構内に設置されているベンチには、2020年東京オリンピック・パラリンピックの選手村で使用された木材を再利用して作られた。
駅舎の入口に取り付けられている駅名の看板（アルファベット部分）はJR東日本の通販サイト「JRE MALL」と千葉市へのふるさと納税で権利を購入した23組34人によって、金属製のアルファベットを看板に差し込む作業が行われた。
駅北側へと繋がる自由通路は、駅の東側（蘇我駅方面）に駅舎とは独立して設置することが想定されている。

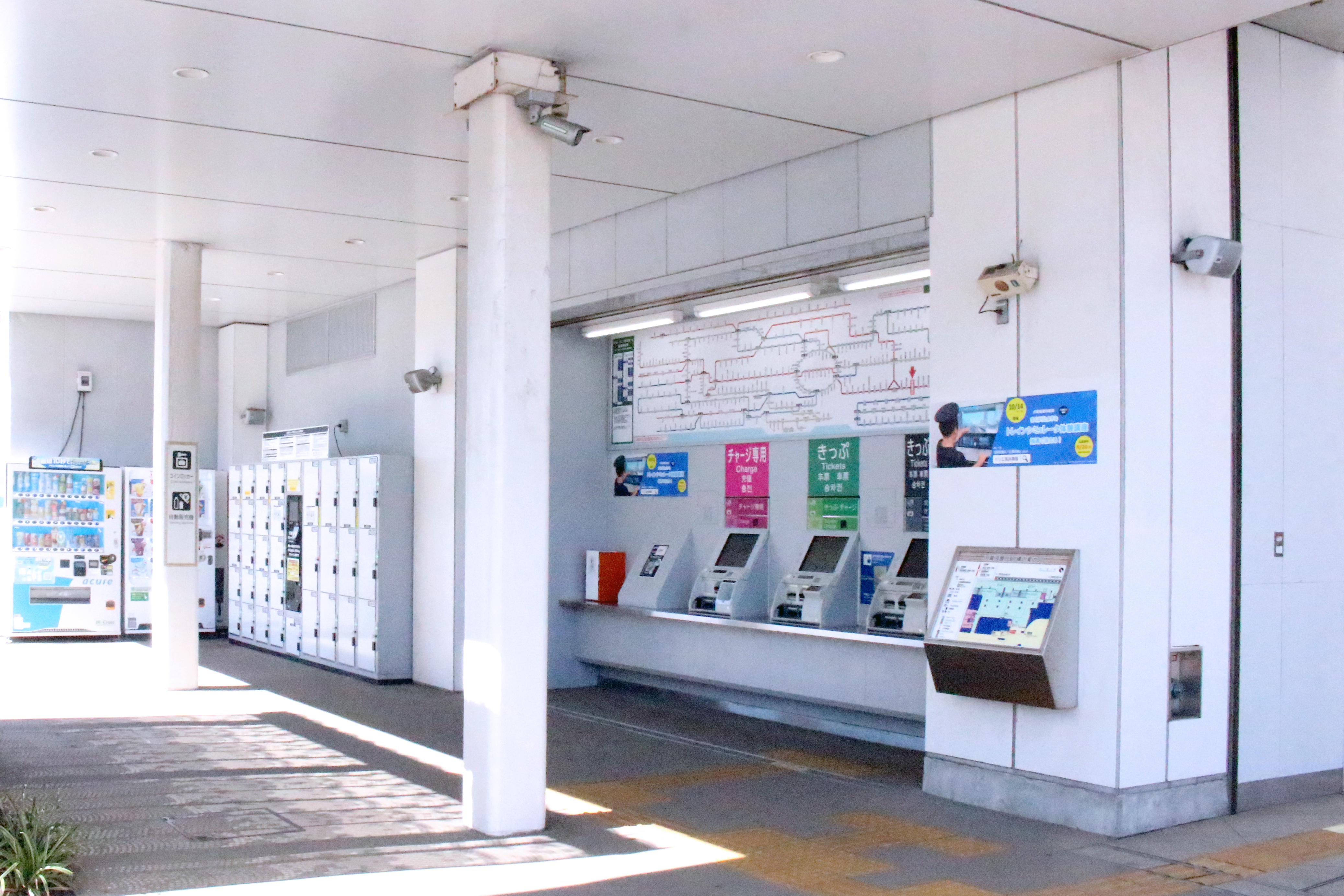
改札外コンコース（2024年9月）
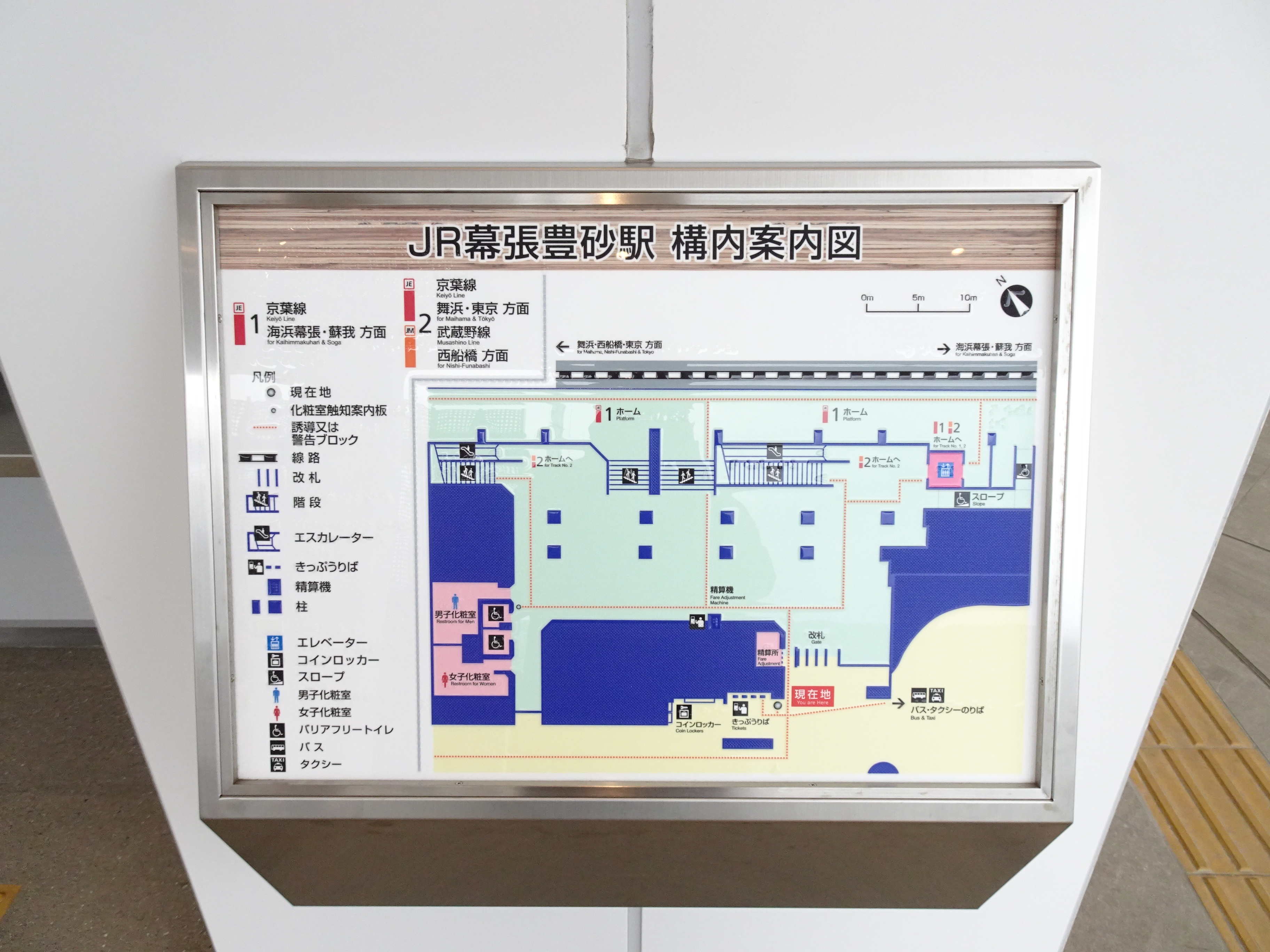
駅構内案内図（2023年4月）
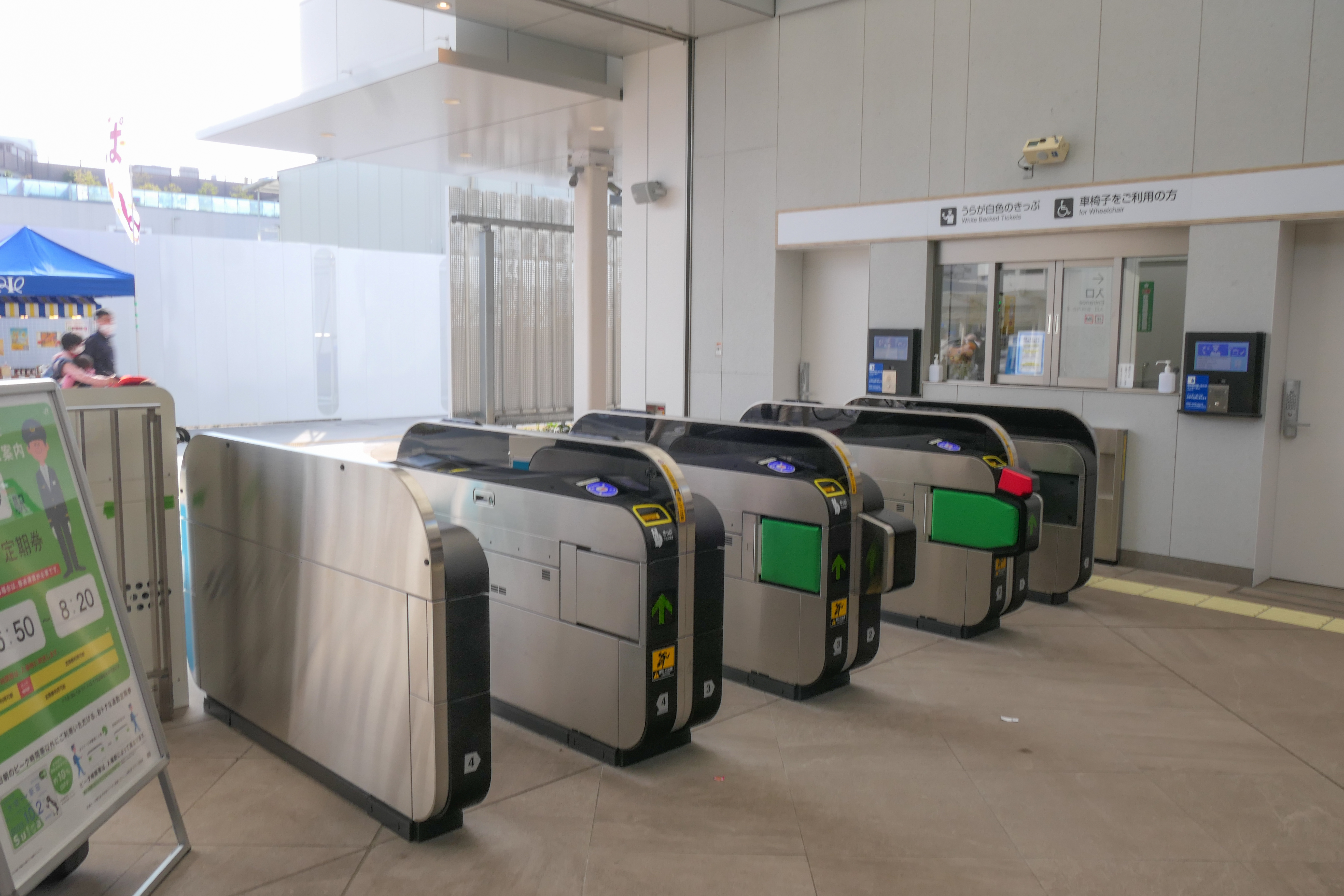
改札口（2023年4月）

### のりば
| 番線      | 路線     | 方向 | 行先                           |
| --------- | -------- | ---- | ------------------------------ |
| 1階ホーム |          |      |                                |
| 1         | 京葉線   | 下り | 千葉みなと・蘇我方面           |
| 2階ホーム |          |      |                                |
| 2         | 京葉線   | 上り | 南船橋・舞浜・新木場・東京方面 |
| 2         | 武蔵野線 | -    | 西船橋・新松戸・府中本町方面   |

（出典：JR東日本:駅構内図）
- 土曜・休日ダイヤの日中時間帯は、一部の新習志野 - 海浜幕張駅間の区間運転を除き、全列車が京葉線東京 - 海浜幕張駅発着の各駅停車となるため、武蔵野線や蘇我駅発着列車を利用する場合、南船橋駅または海浜幕張駅で乗り換える必要がある。

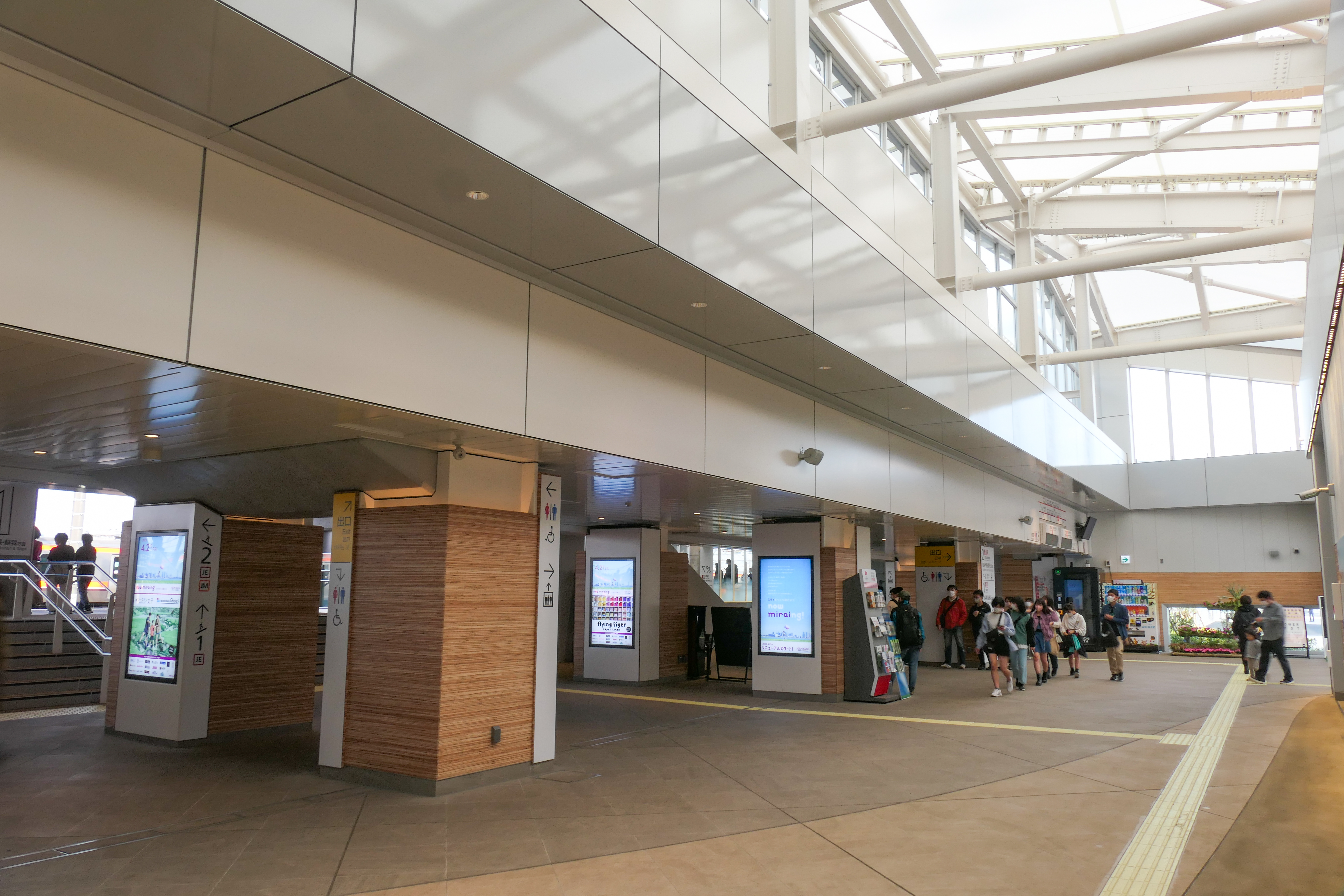
改札内コンコース（2023年4月）※採光のため屋根は膜構造
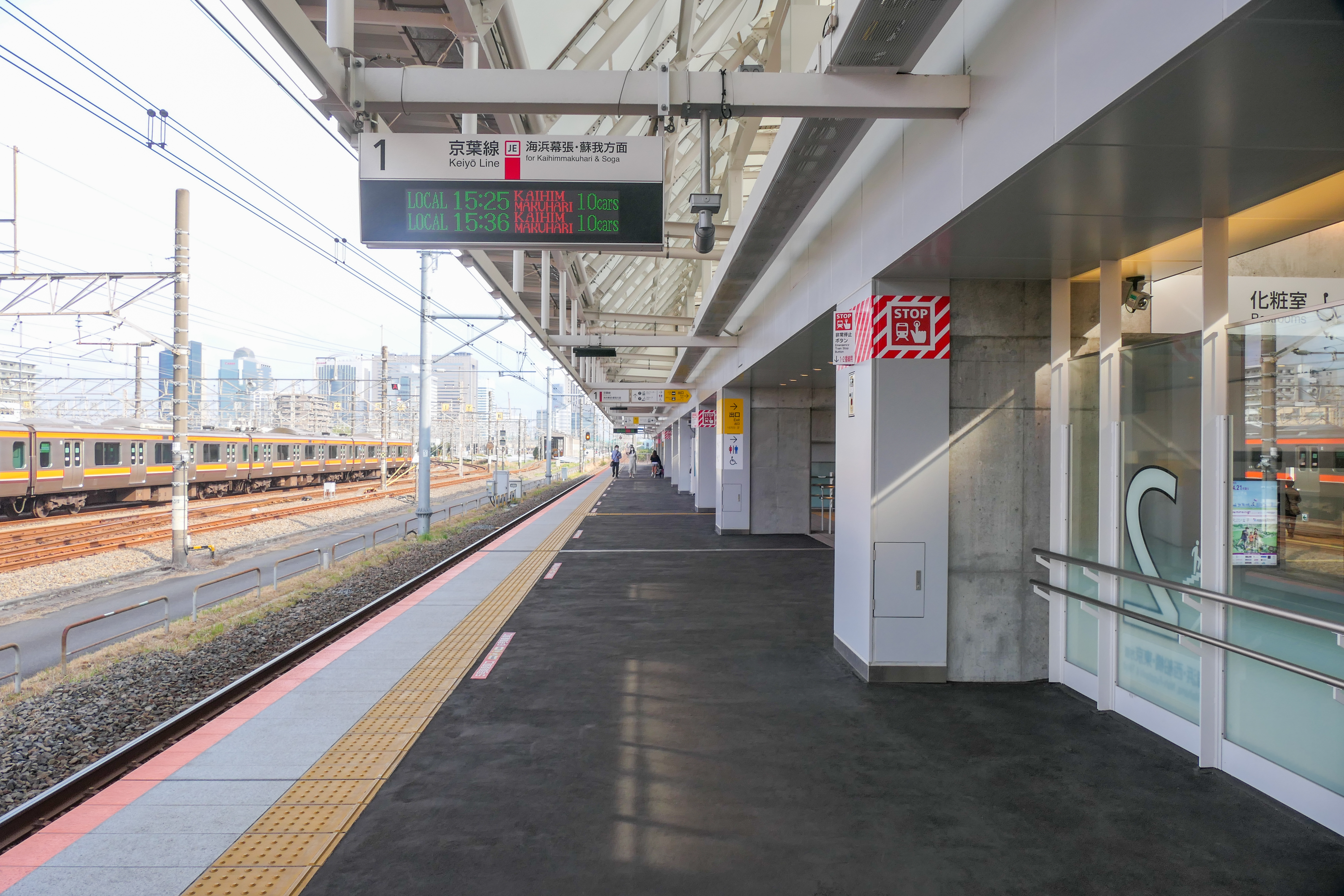
1番線ホーム（2023年4月）
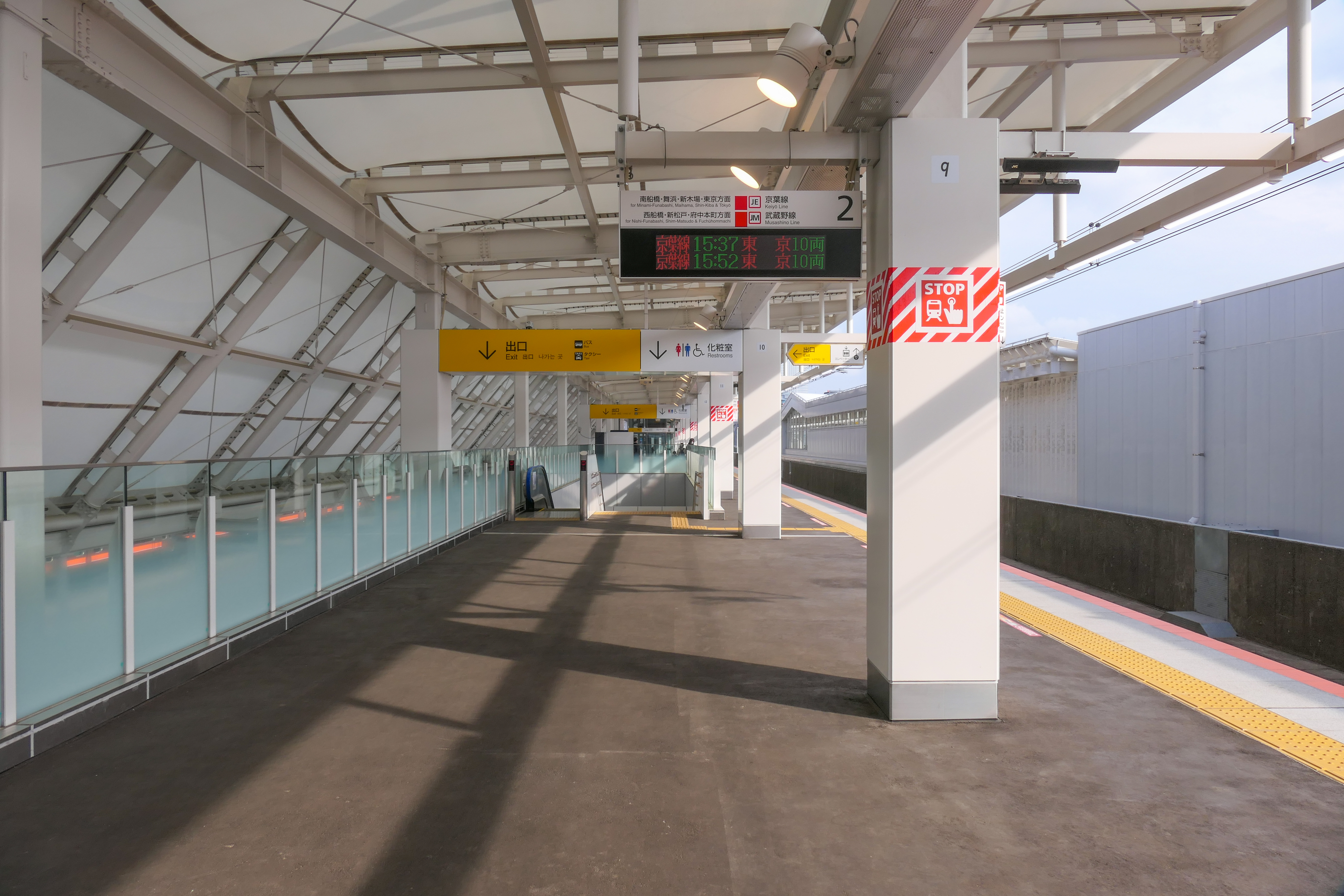
2番線ホーム（2023年4月）
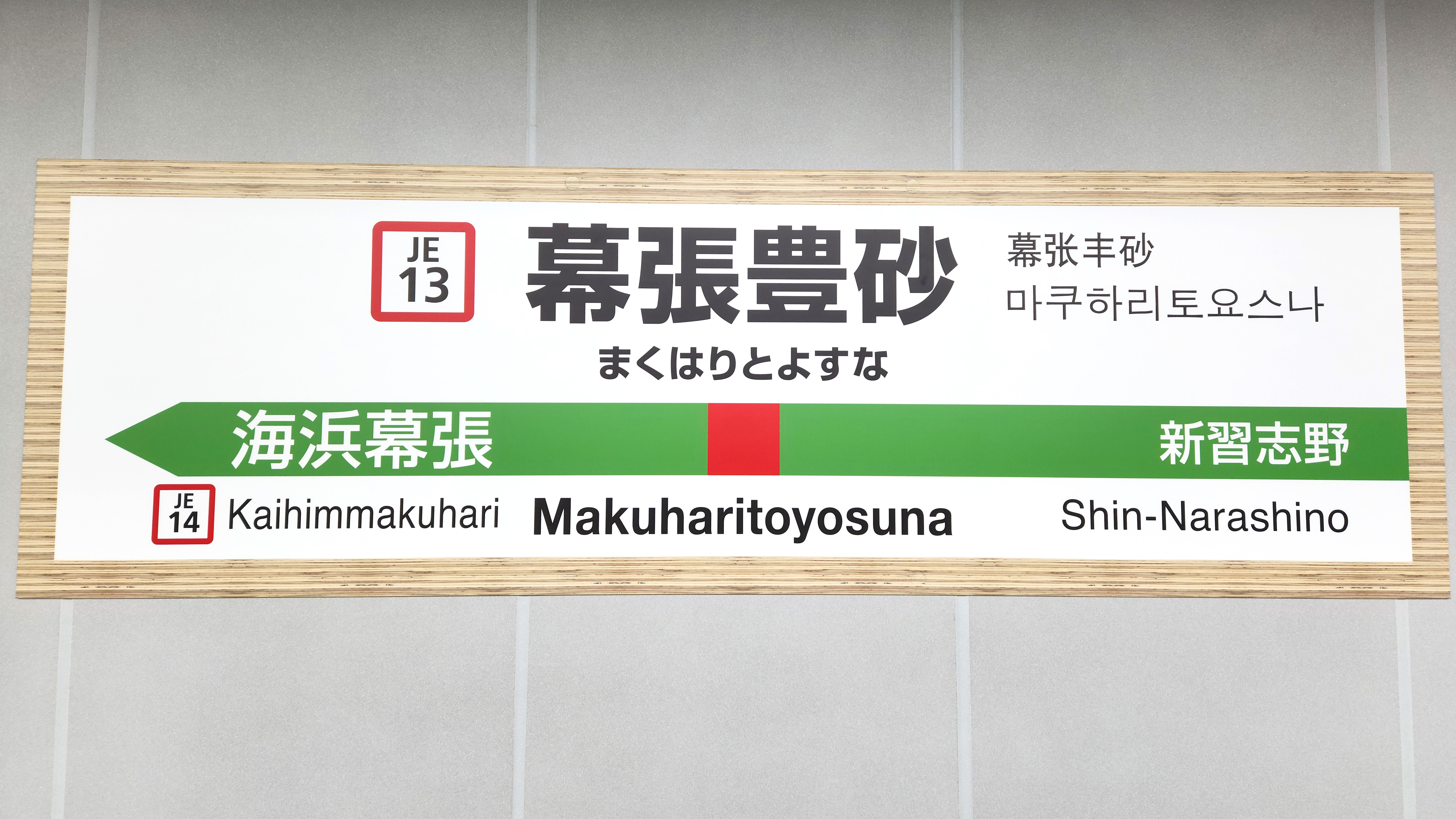
1番線駅名標（2023年4月）
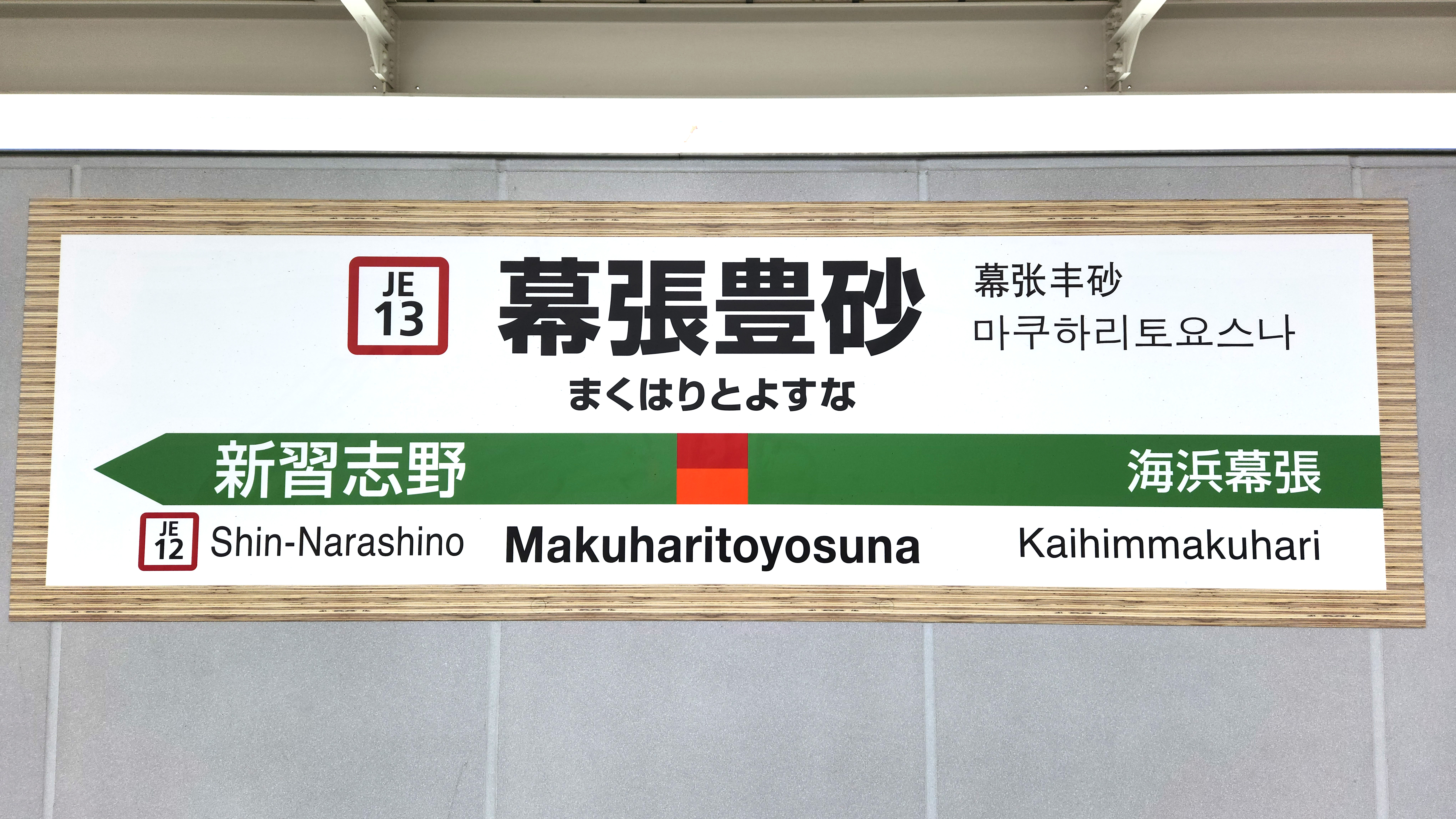
2番線駅名標（2023年4月）

## 利用状況
2023年（令和5年）度の1日平均乗車人員は5,830人であり、二俣新町駅、越中島駅に次いで3番目に利用者数が少ない。
開業後の1日平均乗車人員の推移は下記の通り。
| 年度               | 1日平均乗車人員 | 1日平均乗車人員 | 1日平均乗車人員 | 出典 |
| 年度               | 定期外          | 定期            | 合計            | 出典 |
| ------------------ | --------------- | --------------- | --------------- | ---- |
| 2023年（令和05年） | 4,115           | 1,715           | 5,830           |      |

## 駅周辺

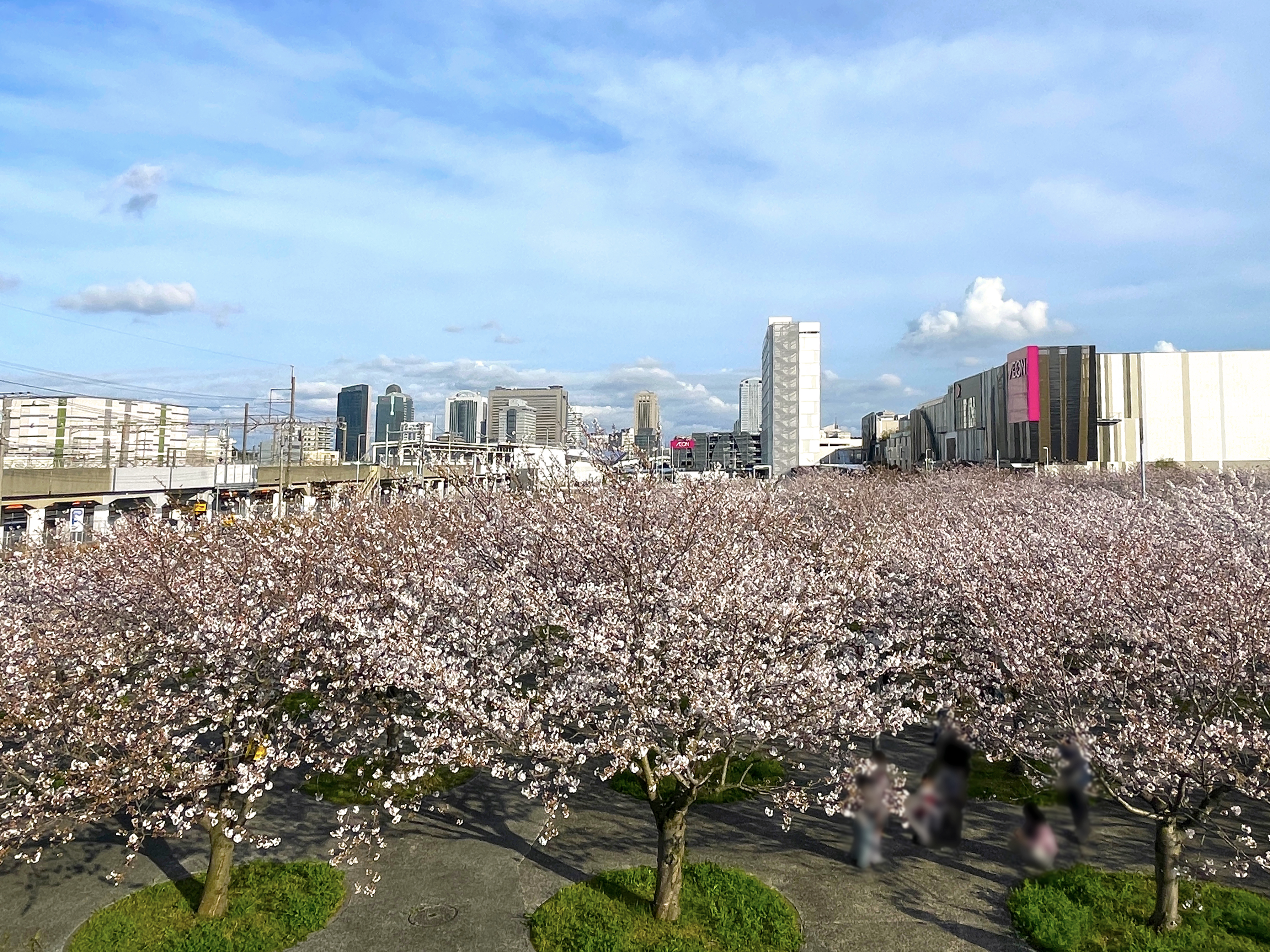
さくら広場

協議会の資料によれば、駅はイオンモール幕張新都心西端のファミリーモールの裏側にある2つのロータリー（うち東側ロータリーはファミリーモール前バスターミナルに隣接）の間に設置される予定とされていた。駅前広場は海側（イオンモール側）に設置され、当駅開業と同時期の利用開始を目指して、千葉市によって整備事業が進められている。JR東日本も千葉市とは別に駅前開発を行うことを明らかにしており、駅開業から1年後になる2024年3月に歩行者ネットワークを設置すると共に、同月25日にはホテル「JR東日本ホテルメッツ プレミア 幕張豊砂」（日本ホテル運営委託）をオープンしている。
駅舎の南側にはイオンモールやコストコホールセールなどといった商業施設の他、日本通運千葉中央支店、UDトラックス千葉カスタマーセンターなどの物流や大型自動車の拠点がある。駅西側にはパナソニックが社有地に整備した公園であるさくら広場（幕張）が位置している。
一方、京葉線・京葉車両センターを挟んだ北側には千葉運転免許センターや浜田公園、主に中小の運送業を中心とした貨物自動車や商用車の流通拠点がある。なお、現状では当駅付近から北側に抜けられる道路が無く、イオンモールの東端の先・浜田川沿いまで大回りする必要がある。

### 海側
- 千葉県警察第一機動隊
- イオンモール幕張新都心[9][新聞 1][新聞 8][新聞 19]
- コストコホールセール幕張倉庫店[10][新聞 1][新聞 8]
- 京成バス新都心営業所
- 日本通運千葉中央支店
- UDトラックス千葉カスタマーセンター
- 千葉県総合救急災害医療センター[11]
- 東京ベイ先端医療・幕張クリニック[12][新聞 1]
- 千葉市豊砂公園[新聞 1]
- 幕張海浜公園 Gブロック
- さくら広場（幕張）[8][新聞 1]
- 島忠 ホームズ幕張店[13]
- ラウンドワン スタジアム習志野店[14]
- オートバックス海浜幕張店
- 千葉県道15号千葉船橋海浜線[新聞 8]
- 花見川第二終末処理場（下水処理場）
- 千葉マリンスタジアム（ZOZOマリンスタジアム）[15]

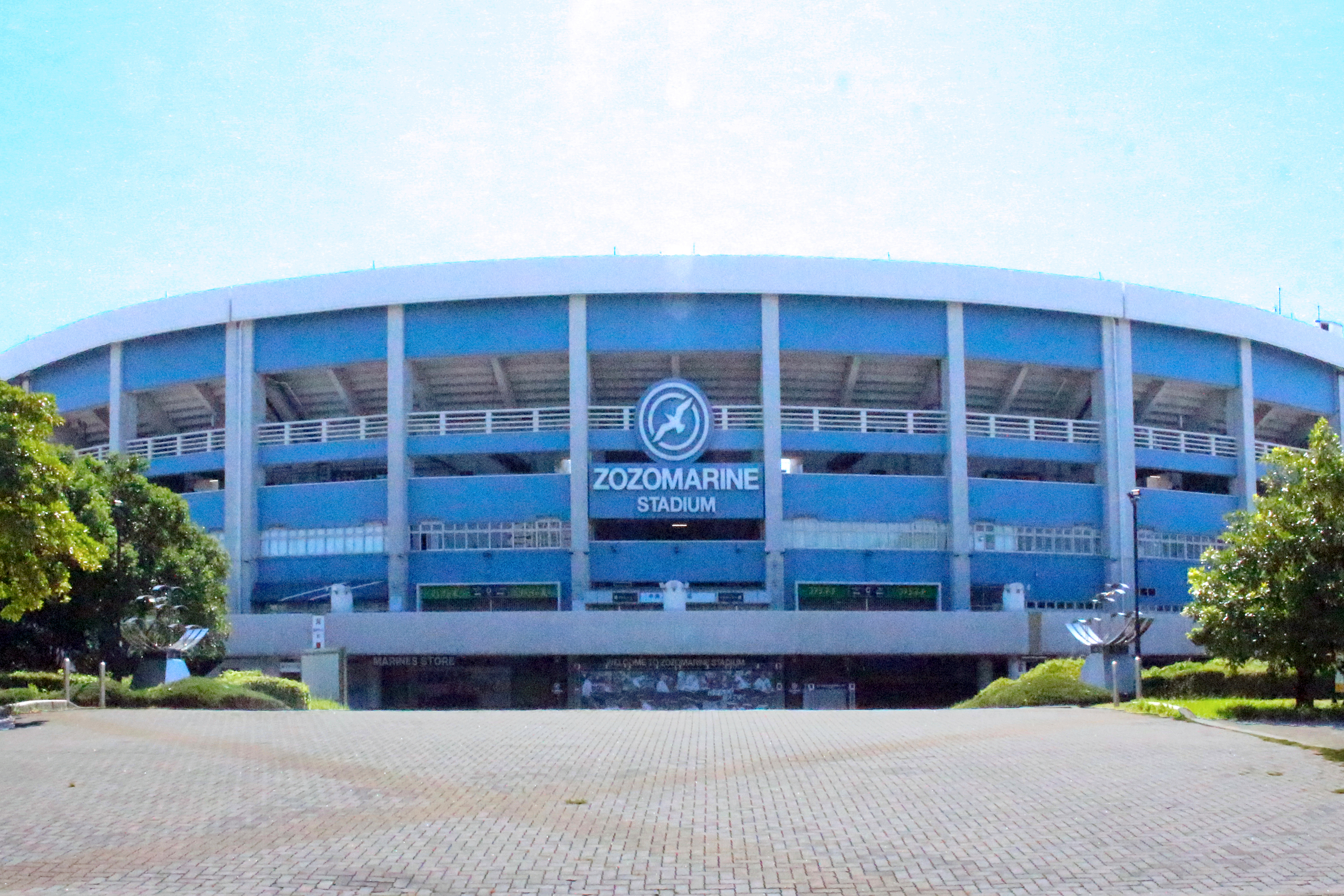
千葉マリンスタジアム
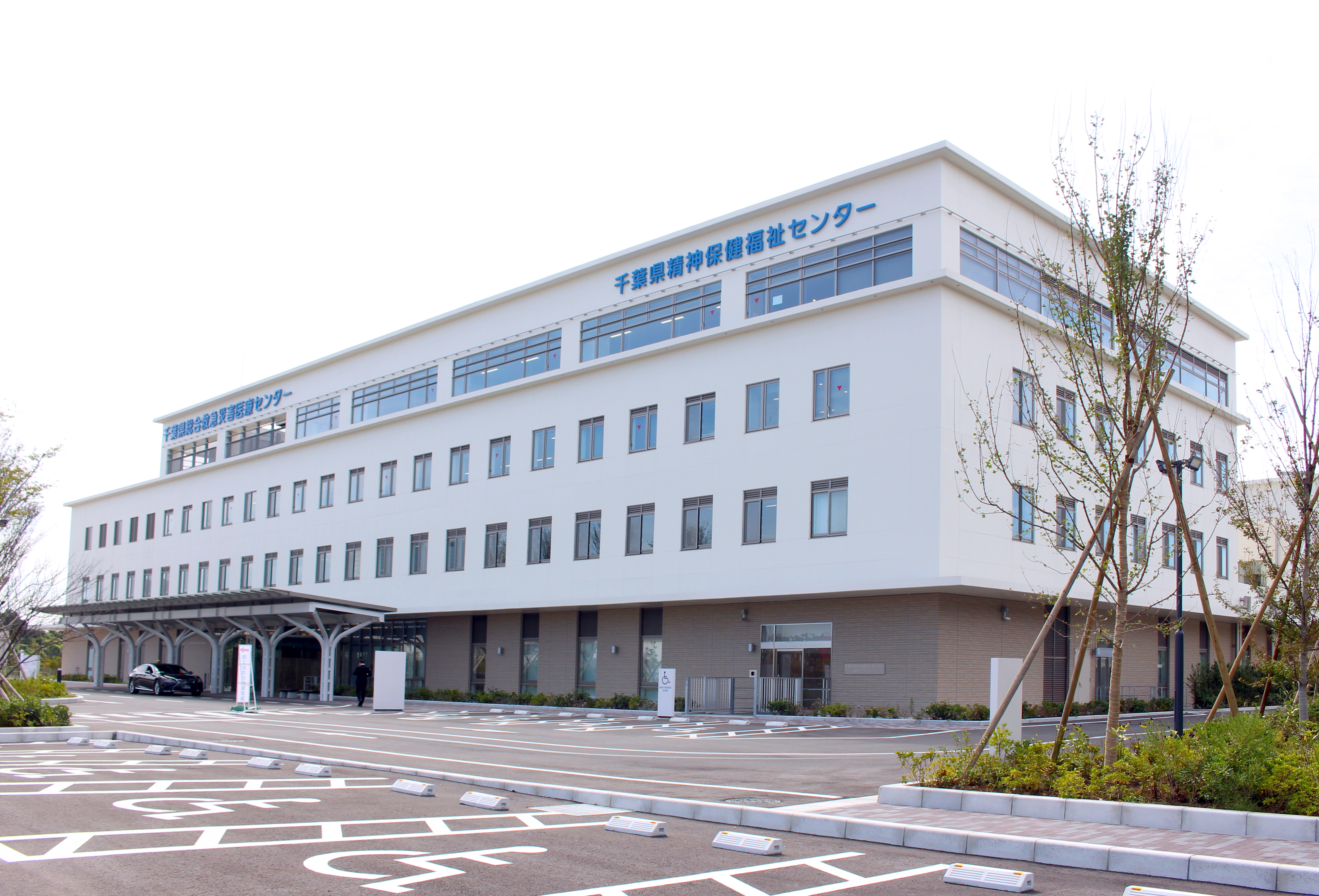
千葉県総合救急災害医療センター
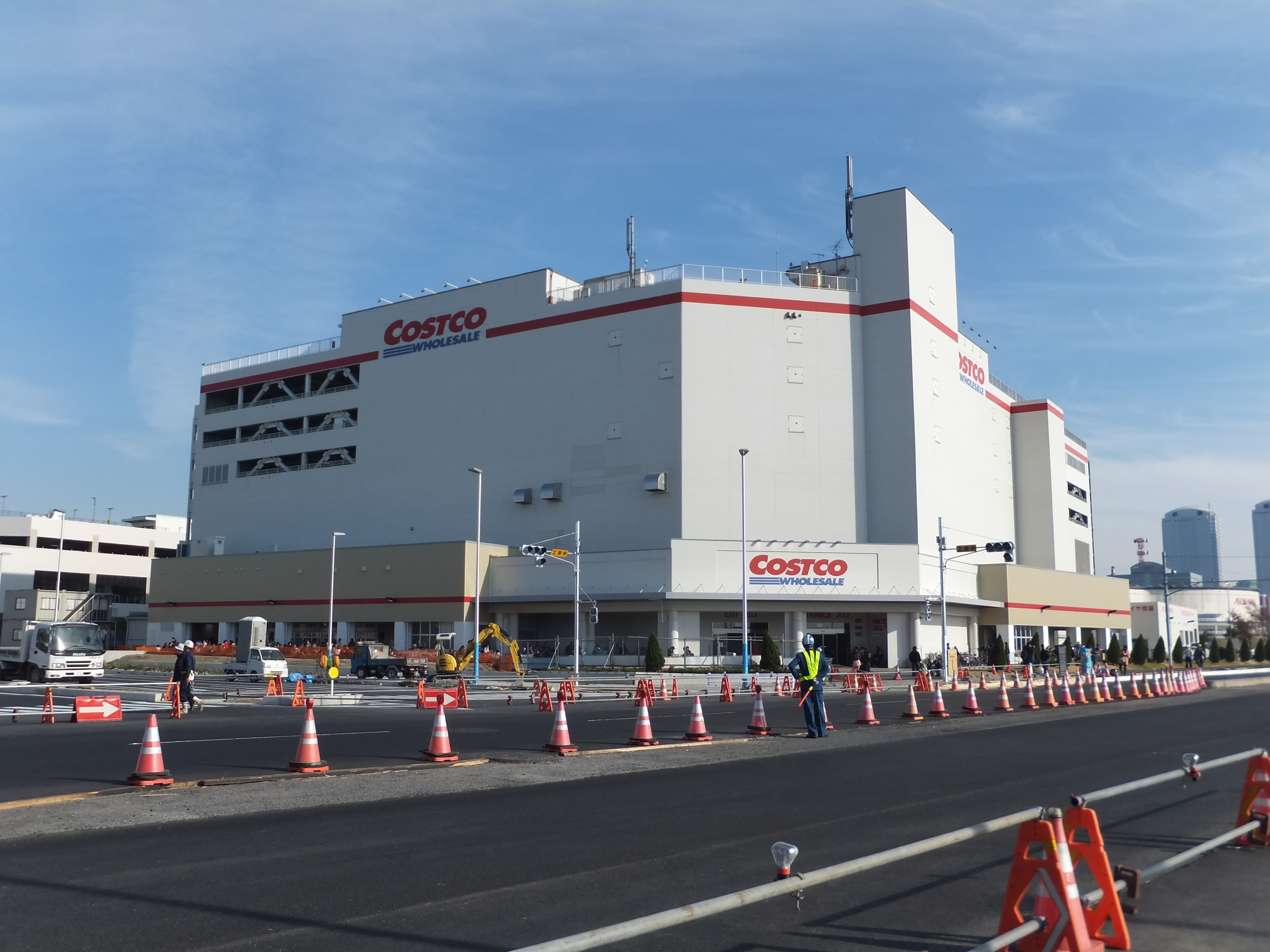
コストコホールセール幕張倉庫店
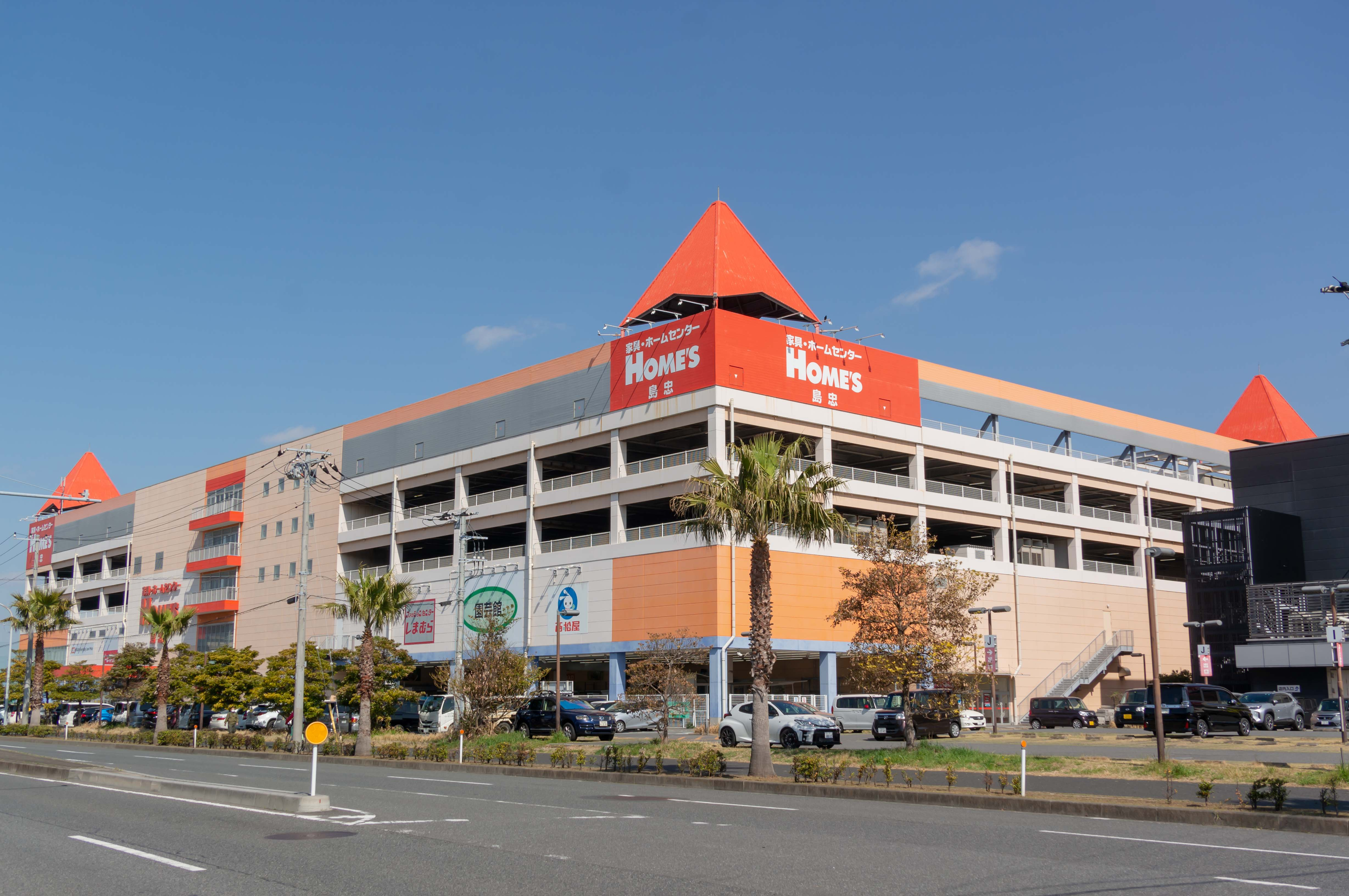
島忠ホームズ幕張店
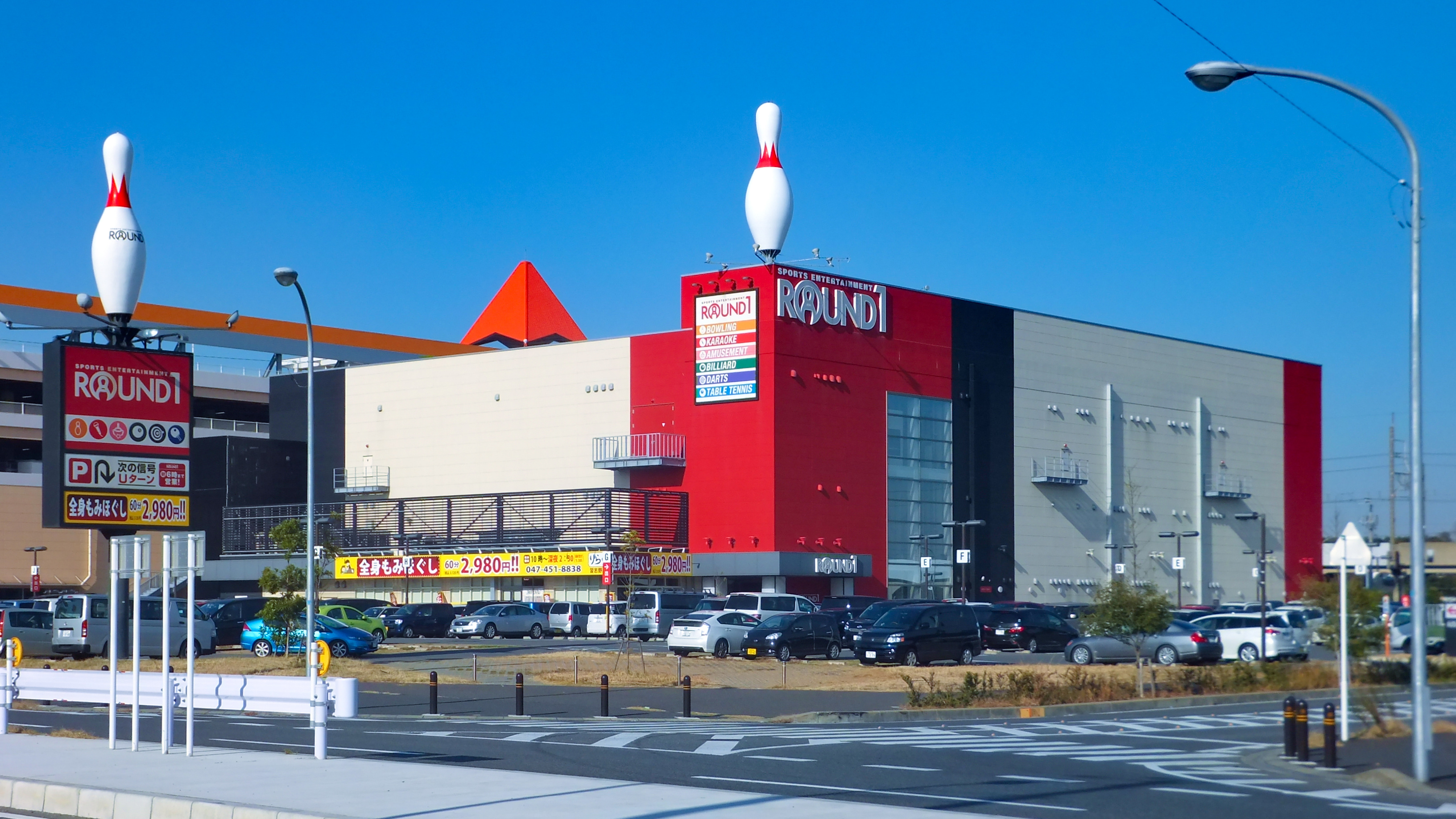
ラウンドワンスタジアム習志野店

### 山側
- JR東日本京葉車両センター[新聞 8]
- 千葉県警察千葉運転免許センター[16][新聞 1][新聞 8]
  - 千葉県赤十字血液センター運転免許センター献血ルーム
- 千葉市浜田公園[新聞 8]
- 香澄公園
- 東関東自動車道[新聞 8]
  - 習志野本線料金所
  - 湾岸幕張パーキングエリア
- 国道357号（東京湾岸道路）[新聞 8]

## バス路線
駅改札とイオンモール幕張新都心ファミリーモールとの間にコの字型のバスロータリーが整備され、「幕張豊砂駅（イオンモール幕張新都心エキマエモール）」停留所が設置され、京成グループのバスが発着している。
1番乗り場
- 京成バス
  - イオン31・イオン35：幕張本郷駅

2番乗り場
- 京成バス
  - イオン63・イオン65：海浜幕張駅
- 京成バス千葉セントラル
  - 幕張メッセ中央線：稲毛駅
  - ベイタウン線：新検見川駅

3番乗り場
- 京成バス
  - 津46：津田沼駅

## 隣の駅
東日本旅客鉄道（JR東日本）
 京葉線
■快速
通過
■各駅停車（武蔵野線直通含む）・■しもうさ号
新習志野駅 (JE 12) - 幕張豊砂駅 (JE 13) - 海浜幕張駅 (JE 14)
- 当駅の開業と同時に、海浜幕張駅から千葉みなと駅までの各駅の駅ナンバリングがそれぞれ1つ大きな値に変更された。